# Oligoryzomys victus
Oligoryzomys victus is een uitgestorven zoogdier uit de familie van de Cricetidae. De wetenschappelijke naam van de soort werd voor het eerst geldig gepubliceerd door Thomas in 1898.

## Voorkomen
De soort kwam voor in Saint Vincent en de Grenadines.